# Національна спілка художників України
Націона́льна спі́лка худо́жників Украї́ни (НСХУ) — всеукраїнська громадська творча організація професійних митців і мистецтвознавців. Це добровільне творче об'єднання живописців, графіків, скульпторів, майстрів декоративного мистецтва, мистецтвознавців.

## Історія створення
Утворенню Спілки передували різні «громади», об'єднання, угруповання, товариства, вони започаткували своє виникнення ще в першій половині XIX ст. Пожвавлення художнього життя в Україні протягом XIX — початку XX ст., формування регіональних мистецьких шкіл — київської, харківської, одеської (а також львівської та закарпатської), відкриття 1917 р. Української академії мистецтв (згодом Київського художнього інституту, тепер НАОМА) як вищого українського навчального художнього закладу — це передумови консолідації митців у єдиній творчій організації.
Первинна назва — Спілка радянських художників України (СРХУ), потім — Спілка художників України (СХУ).
1933 року — у Харкові створили оргкомітет, який підготував створення СРХУ (1938). 27 жовтня 1938 р. — на I з'їзді художників УРСР створено Спілку радянських художників України., яка увійшла до складу Спілки художників СРСР.
7 вересня 1939 року РНК УРСР затвердив Статут Спілки радянських художників України. Статут визначав статус спілки, як добровільної організації, що об'єднує на території УРСР працівників образотворчого мистецтва (живописців, графіків, скульпторів, художників театру, народних художніх майстрів), а також осіб, що ведуть науково-дослідну і критичну роботу в цій галузі, її мету — «об'єднання радянських працівників образотворчого мистецтва для активної участі у соціалістичному будівництві, у сприянні зміцненню Радянського Союзу та комуністичному вихованні трудящих мас» 
Статус національної було присвоєно у 1998 р. та перейменовано на Національну спілку художників України.

## Склад
На 1 січня 1983 СХУ об'єднувала 18 обласних організацій із загальною кількістю 2135 членів, сьогодні організація налічує 4330 спілчан, зокрема й громадян інших держав. У складі НСХУ — 79 народних художників, 109 заслужених діячів мистецтв України, 237 заслужених художників України, 41 лауреат Національної премії України ім. Т.Шевченка, а також дійсні члени та члени-кореспонденти Академії мистецтв України. До Спілки входять всесвітньовідомі мистецькі центри — Петриківка (декоративний розпис), Косів (різьблення, кераміка, вишивка), Львів (художнє скло, кераміка), Опішня (кераміка, ткацтво, вишивка).
До структури НСХУ входить 33 обласні, міські та регіональні організації, в тому числі Київська та Севастопольська організації.
| Організація                        | Голова                          | Створення           | Члени |
| ---------------------------------- | ------------------------------- | ------------------- | --- |
| Вінницька організація НСХУ         | Каспрук Віталій Кононович       |                     | |
| Волинська організація НСХУ         | Марчук Володимир Павлович       |                     | |
| Дніпропетровська організація НСХУ  | Пікуш Андрій Андрійович         |                     | |
| Донецька організація НСХУ          |                                 |                     | |
| Житомирська організація НСХУ       | Кондратюк Василій Іванович      |                     | |
| Закарпатська організація НСХУ      | Кузьма Борис Іванович           |                     | |
| Запорізька організація НСХУ        | Гресик Ірина Станіславівна      | 1962                | |
| Івано-Франківська організація НСХУ | Повшик Володимир Миколайович    |                     | |
| Керченська організація НСХУ        |                                 |                     | |
| Київська організація НСХУ          | Коновал Віктор Іванович         | 1969                | Більше ніж 1500 членів, у тому числі понад 70 народних художників України, понад 200 заслужених художників України та заслужених діячів мистецтв України, понад 20 академіків і член-кореспондентів УАМ, понад 20 лауреатів Національної премії імені Тараса Шевченка |
| Кіровоградська організація НСХУ    | Хворост Андрій Васильович       |                     | |
| Косівська організація НСХУ         | Кочержук Іван Степанович        |                     | |
| Кременчуцька організація НСХУ      | Гриценко Ольга                  |                     | |
| Криворізька організація НСХУ       | Давиденко Леонід Федорович      |                     | |
| Кримська організація НСХУ          |                                 |                     | Кримську організацію Національної Спілки художників Українибуло створено у 1940 році. Першу виставку організації було проведено навесні 1944 року, відтоді виставкову діяльність — основний напрямок роботи. На момент російської окупації у 2014 році вона об'єднувала близько 300 майстрів різних видів мистецтв. |
| Луганська організація НСХУ         |                                 |                     | |
| Львівська організація НСХУ         | Гавришкевич Ігор Степанович     |                     | |
| Маріупольська організація НСХУ     | Баранник Сергій Олексійович     | 8 квітня 1992 року  | Драматичні події в Маріуполі у 20 ст. — дві війни, сталінські репресії, довге післявоєнне відновлення, еміграція з Маріуполя — не сприяли ні накопиченню вартісних художніх скарбів, ні організації в місті спілки художників. Деякі перспективні зрушення почалися у 1970-х рр. Тут запрацювало відділення Донецької спілки художників. За наказом комуністичного уряду Москви спілки художників мали існувати тільки в обласних містах, котрим був на той час саме Донецьк. Цим пояснюється пізнє заснування в Маріуполі окремої від Донецька спілки місцевих художників. |
| Миколаївська організація НСХУ      | Артим Дмитро Іванович           | 1970                | |
| Одеська організація НСХУ           | Горбенко Анатолій Олександрович | 1938                | |
| Полтавська організація НСХУ        | Самойленко Юрій Олексійович     | 26 жовтня 1970 р.   | |
| Рівненська організація НСХУ        | Марчук Ярослав Миколайович      |                     | |
| Севастопольська організація НСХУ   |                                 |                     | |
| Сімферопольська організація НСХУ   |                                 |                     | |
| Сумська організація НСХУ           | Гапоченко Іван Іванович         |                     | |
| Тернопільська організація НСХУ     | Ігор Дорош (від 2000 р.)        | 20 грудня 1983 р.   | У 2007 р. об'єднувала 57 митців, творчість яких охоплює всі види образотворчого мистецтва: монументальний і станковий живопис, скульптуру, графіку, декоративно-прикладний, театральний, дизайн |
| Харківська організація НСХУ        | Ковтун Віктор Іванович          | 23 жовтня 1938 року | Харківська організація Національної Спілки художників України — одна з найбільших у нашій країні. Нині вона налічує близько 500 членів. |
| Херсонська організація НСХУ        | Ковач Олександр Федорович       |                     | |
| Хмельницька організація НСХУ       | Марчук Володимир Миколайович    |                     | |
| Черкаська організація НСХУ         | Кравчук Роман Степанович        |                     | |
| Чернівецька організація НСХУ       | Гушкевич Юрій Петрович          | 1944                | |
| Чернігівська організація НСХУ      | Василевський Віталій Галієвич   | 1985                | Спілка, створена в 1985 році, в даний час налічує 44 особи. Веде активну громадську і виставкову діяльність, має свою матеріальну базу, яку утримує за рахунок господарської діяльності. |
| Ялтинська організація НСХУ         |                                 |                     | |

## Напрямки роботи
Діяльність НСХУ спрямовано на відродження, утвердження та розвиток усіх різновидів українського мистецтва як невіддільної складової частини світової культури. Спілка проводить конференції, загальнонаціональні, персональні, інноваційні виставки, трієнале. Мистці беруть участь у найпрестижніших світових акціях і форумах. Спільно з Міністерством культури та мистецтв України засновано премії імені Катерини Білокур, Михайла Дерегуса.
Іншою важливою сферою діяльності НСХУ є консолідація усіх творчих сил, формування мистецького середовища, забезпечення свободи творчості, сприяння професійному зростанню і соціальний захист її членів. З ініціативи творчих спілок ухвалено Закони України «Про професійних творчих працівників і творчі спілки» та інші урядові документи. Указом Президента України встановлено професійне свято — День художника.
Від 1991 НСХУ видає щоквартальний ілюстрований журнал «Образотворче мистецтво». У ньому висвітлюється сучасний стан і спрямування, історія, теорія, методологія, естетика, художня освіта, практика, загальна інформація про образотворче мистецтво України.
НСХУ має добру матеріальну базу — художні підприємства, будинки творчості та відпочинку, виставкові площі, видавничі та поліграфічні засоби, майстерні художників тощо.

## З'їзди художників України
(станом на 1983 рік)
- 1-й — 1938
- 2-й — 1956
- 3-й — 1962
- 4-й — 1968
- 5-й — 1973
- 6-й — 1977
- 7-й — 1982

Усі з'їзди відбулися в Києві.

## Голови спілки
- 1938—1941 — Іван Васильович Бойченко
- 1941—1944 — Олександр Софонович Пащенко
- 1944—1949 — Василь Ілліч Касіян
- 1949—1951 — Олексій Олексійович Шовкуненко
- 1951—1955 — Михайло Іванович Хмелько
- 1955—1962 — Михайло Гордійович Дерегус
- 1962—1968 — Василь Ілліч Касіян
- 1968—1982 — Василь Захарович Бородай
- 1982 — Олександр Павлович Скобліков
- 1983—1989 — Олександр Михайлович Лопухов
- 1990—2021 — Володимир Андрійович Чепелик
- Від 2021 — Чернявський Костянтин Володимирович